# Горловы
Горловы — древний русский дворянский род. 
Записанными в VI часть родословной книги Рязанской губернии состоят лишь потомки Дружины Васильевича Горлова, владевшего поместьем (1649).
Иван Яковлевич Горлов определением Правительствующего сената (14 июня 1851) сопричислен к роду предков своих и признан в древнем дворянстве с внесением в VI часть дворянской родословной книги по Рязанской губернии. Герб (Часть XIII. № 28) Высочайше утверждён (08 мая 1869), а копия выдана действительному статскому советнику Ивану Яковлевичу Горлову.
Остальные дворянские роды Горловых записаны по личным заслугам, во II и III части родословной книги.
В честь одного из представителей рода Горловых (черниговский род) назван город Горловка на Украине.

## История рода
Михаил Горлов владел поместьем в Вотской пятине (1500). Опричником Ивана Грозного числился Дмитрий Некрасович Горлов (1573). В конце XVI столетия в Ряжском уезде пять, а в Рязанском уезде шесть представителей рода имели поместья.
Абрам Иванович, Никифор Владимирович и Иван Данилович служили в детях боярских по Воронеже (1622). Улан Михайлович владел поместьем в Можайском уезде (1626). Служили по Рязани и владели там поместьями тринадцать представителей рода (1628). Фёдор Андреевич государственный стремянной конюх (1657).
Василий Горлов владел населённым имением (1699).

## Описание герба
В чёрном щите золотой меч вверх, между двух золотых летящих горлиц с червлёными глазами, клювами и лапками.
Над щитом дворянский шлем с короной. Нашлемник: золотая, с червлёными глазами, клювом и лапками горлица. Намёт: чёрный с золотом. Герб Горлова внесён в Часть 13 Общего гербовника дворянских родов Всероссийской империи, стр. 28.

## Известные представители
- Горловы: Степан Дмитриевич, Михаил и Иван Дмитриевичи — переслав-залесские городовые дворяне (1631—1658).
- Горлов Сидор Васильевич — московский стрелец (1640), был в плену в Крыму.
- Горлов Андрей — корочинский сын боярский (1645)[4].